# 楊東雄
楊 東雄（ヤン・ドンシュン、Yang Tong Hsiung、1978年5月30日 - ）は、台湾台東県出身の男性散打選手、キックボクサー。身長168cm、体重70kg。中華武術散打協和拳館所属。
パイワン族であることから、「排灣勇者」という称号を持つ。

## 来歴
2001年8月に兵役を終え、散打を始める。
2002年、台湾で行われた全国散打大会のトーナメント（70kg級）に出場し優勝。同年、北京で行われた国際招待大会のトーナメント（65kg級）に出場し優勝。
2004年12月3日、テキサス州で行われたアジアとアメリカの国際散打大会に出場し、判定で引き分けたが規定により対戦相手共に優勝となった。
2005年、台湾で行われた全国散打大会のトーナメント（75kg級）に出場し優勝。
2005年12月25日、台北市で行われた「第一屆台灣區散打搏擊拳王爭霸賽」に出場し優勝。
2008年7月13日、K-1 WORLD GP 2008 IN TAIPEIでK-1デビュー。マット・キャンベルと対戦し、判定勝ち。

## 戦績
| キックボクシング 戦績 | キックボクシング 戦績 | キックボクシング 戦績 | キックボクシング 戦績 | キックボクシング 戦績 | キックボクシング 戦績 | キックボクシング 戦績 |
| --------------------- | --------------------- | --------------------- | --------------------- | --------------------- | --------------------- | --------------------- |
| 1 試合                | (T)KO                 | 判定                  | その他                | 引き分け              | 無効試合              |                       |
| 1 勝                  | 0                     | 1                     | 0                     | 0                     | 0                     |                       |
| 0 敗                  | 0                     | 0                     | 0                     | 0                     | 0                     |                       |

| 勝敗 | 対戦相手           | 試合結果       | 大会名                                           | 開催年月日    |
| ○    | マット・キャンベル | 3R終了 判定3-0 | K-1 WORLD GP 2008 IN TAIPEI 【スーパーファイト】 | 2008年7月13日 |

## 主な獲得タイトル
- 中正杯散打大会ミドル級 優勝（2001年）
- 全国散打大会70kg級 優勝（2002年）
- 北京国際散打大会65kg級 優勝（2002年）
- 国際散打大会無差別級 優勝（2004年）
- 全国散打大会75kg級 優勝（2005年）
- 第一屆台灣區散打搏擊拳王爭霸賽 優勝（2005年）